# TLR8
گیرندهٔ ناقوسی‌شکل شمارهٔ ۸ (انگلیسی: Toll-like receptor 8) که به‌اختصار «TLR8» نامیده می‌شود، یک پروتئین است که در انسان، توسط ژن «TLR8» کدگذاری می‌شود. این پروتئین یکی از اعضای خانوادهٔ تی‌ال‌آرهاست. نام دیگر این پروتئین «CD288» است.
به نظر می‌رسد پروتئین TLR8 در موش و انسان عملکرد متفاوتی داشته باشد. تا این اواخر تصور می‌شد که این پروتئین در موش‌ها خاموش است و عملکردی ندارد، اما به‌نظر می‌رسد که کاری برعکسِ TLR7 داشته باشد.
در مجموع، اعضای خانوادهٔ تی‌ال‌آرها در شناسایی عوامل بیماری‌زا و فعال‌سازی دستگاه ایمنی ذاتی نقش مهمی ایفا می‌کنند. کار این پروتئین‌ها، شناسایی الگوی ملکولی وابسته به پاتوژن است که بر سطح عوامل میکروبی موجود است و سپس در تولید سیتوکین‌ها مشارکت می‌کنند که برای ایمنی ضروری هستند.
ژن «TLR8» بیشتر در ریه و گلبول‌های سفید بیان می‌شود و از لحاظ مکانی، در مجاورت ژن «TLR7» بر روی کروموزوم ایکس قرار دارد.
در سال‌های اخیر، دگرگونی‌های ژنتیکی در ژن «TLR8» را با بروز بیماری سل مرتبط دانسته‌اند.
پروتئین TLR8، مناطق غنی از بازهای گوانیدین را در اولیگونوکلئوتیدها ردیابی می‌کند. این مولکول پروتئینی همچنین در شناسایی آران‌ای تک‌رشته‌ای که یکی از ویژگی‌های رایج ژنوم ویروس‌هاست و به‌ویژه در شناسایی ویروس اچ‌آی‌وی و ویروس هپاتیت سی (HCV) نقش دارد.

## بیشتر بخوانید
- Lien E, Ingalls RR (January 2002). "Toll-like receptors". Critical Care Medicine. 30 (1 Suppl): S1-11. doi:10.1097/00003246-200201001-00001. PMID 11782555.
- Kaisho T, Akira S (February 2002). "Toll-like receptors as adjuvant receptors". Biochimica et Biophysica Acta. 1589 (1): 1–13. doi:10.1016/S0167-4889(01)00182-3. PMID 11909637.